# Digitación (técnica)
La digitación en música determina la ubicación y las posiciones de dedos y manos que el intérprete ha de adoptar para tocar una pieza en un determinado instrumento musical. Esta digitación suele aparecer anotada a modo de indicación en las partituras, lo cual puede ser útil para el músico aunque no es estrictamente necesario aplicar la digitación impresa. Las manos de cada persona son diferentes y una digitación que resulta adecuada para un ejecutante puede no serlo para otro. Es habitual que la digitación varíe durante el desarrollo de una obra. El desafío de encontrar una buena digitación consiste en lograr que el movimiento de las manos sea lo más confortable posible, evitando esfuerzos innecesarios. Una vez que se ha encontrado una buena digitación se debe utilizar siempre para interpretar la pieza de la misma manera y que los dedos "aprendan a dónde deben ir".
Por ejemplo en el piano las melodías y los acordes pueden interpretarse mediante distintas combinaciones de dedos. La digitación en este contexto consiste en seleccionar qué dedo se ha de utilizar en cada tecla para cada nota. En instrumentos de tecla, así como en los de viento y los de cuerda, la digitación es parte fundamental de la técnica de interpretación.
La digitación se fundamenta en una cuestión anatómica y fisiomécánica. Para una buena digitación se han de tener en cuenta los aspectos técnicos generales de cada uno de los instrumentos, pero también entender las peculiaridades físicas de cada instrumentista. 

## Digitación en instrumentos de teclado

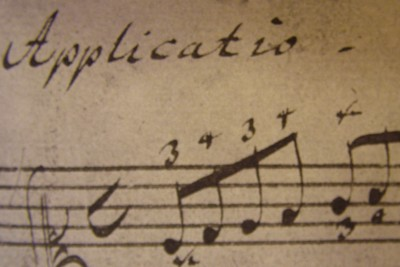
Muestra de digitación autógrafa de Bach en el inicio de Applicatio en do mayor, BWV 994, del «Libro de clavicémbalo para Wilhelm Friedemann Bach».

La digitación de los instrumentos de teclado suele representarse en las partituras mediante pequeños números directamente sobre las notas que se quieran señalar. Aunque algunos compositores como Alessandro Scarlatti han empleado métodos alternativos como símbolos gráficos para anotar las digitaciones.
En la música para piano los números representan los dedos de cada mano, contados del 0 al 5 desde el pulgar al meñique de la siguiente manera:
- 1 corresponde al dedo pulgar, que no se utiliza en las teclas negras al tocar escalas, pero sí en acordes ya sean mayores y/o menores, y obligatoria o necesariamente para tocar octavas, pues se requieren del dedo pulgar con el dedo anular (dedo 4), o bien el dedo pulgar con el dedo meñique (dedo 5), siendo más común el uso del pulgar y el meñique por ser más cómoda esta 2ª digitación.
- 2 corresponde al dedo índice.
- 3 corresponde al dedo medio.
- 4 corresponde al dedo anular.
- 5 corresponde al dedo meñique.

En los instrumentos de teclado se utilizan todos los dedos. Los números hacen referencia a los propios dedos y no a la posición de la mano en el teclado. Notas de igual tesitura pueden tener una asignación de dedos diferente, según el pasaje musical. 
Los dedos no fueron contados siempre es así. El sistema anterior del 1 al 5 fue conocido como "digitación continental", en contraposición a la llamada "digitación inglesa", que se usaban en Gran Bretaña en el siglo XIX y consistía en que el pulgar era anotado con una cruz (+) y los demás dedos se numeraban del 1 al 4. No obstante, desde principios del siglo XX los británicos empezaron a utilizar la "digitación continental".

«Es preciso poner el dedo conveniente, sobre la tecla exacta, en el momento preciso»
— Johann Sebastian Bach

Se debe a Johann Sebastian Bach una de las primeras innovaciones en la técnica de digitación del órgano y el clave, introduciendo el uso del dedo pulgar, que era poco frecuente hasta ese momento. Según el hijo de Bach, Carl Philipp Emanuel, la técnica del pulgar fue propuesta también y en forma casi simultánea por François Couperin en su libro «L'art de toucher le clavecin» (1717). Carl Philipp Emanuel Bach en su libro Versuch über die Art wahre, das Clavier zu spielen (Ensayo sobre el verdadero arte de tocar instrumentos de teclado.) dedicó varios párrafos a la cuestión de la digitación.

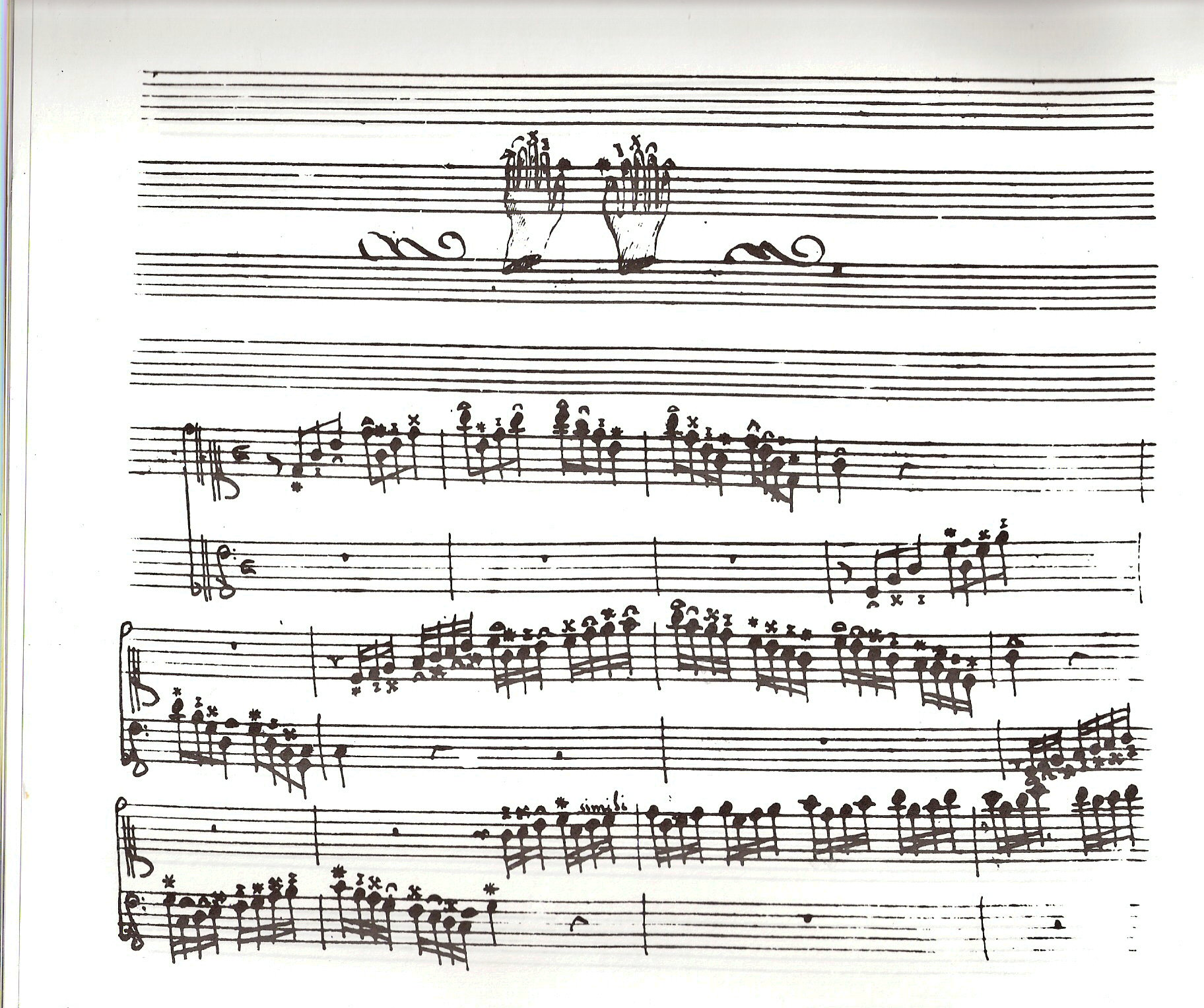
Muestra de digitación usando símbolos gráficos, en una toccata de Alessandro Scarlatti, comienzos del.

Una vez que Cristofori en 1700 inventó el piano a partir del clavicordio y se hizo popular en las décadas posteriores a 1740 reemplazando al clavecín, la técnica del piano se desarrolló enormemente. A partir de entonces corrieron paralelos el progreso de los constructores de pianos y el desarrollo de la pedagogía del piano, dentro de la cual una parte se dedica a la digitación del instrumento y fue variando. La nueva técnica de Bach mantuvo muchas características de la digitación utilizada hasta ese momento, incluyendo el pase de unos dedos sobre otros, pero con el protagonismo del pulgar. La digitación moderna mantiene el uso del pulgar, incluyendo su pase bajo los otros dedos de la mano, pero raramente utiliza otras técnicas usadas por Bach, como la de pasar los otros dedos unos sobre otros.
En la década de 1980 Lindley y Boxall mostraron que lo anterior se basa únicamente en testimonio de Carl Philipp Emanuel Bach. Todas las digitaciones existentes de Johann Sebastian Bach y su círculo utilizaban los antiguos métodos, con un uso muy limitado del dedo pulgar. Más recientemente, se ha demostrado que todas sus obras para clave y la mayoría de la producción para órgano también se pueden interpretar aplicando la antigua técnica.
Uno de los desafíos de la digitación pianística es resolver la interpretación de escalas y arpegios con continuidad y fluidez. A diferencia de otros instrumentos de cuerda pulsada o percutida donde se puede transportar más fácilmente un pasaje musical manteniendo la digitación, los instrumentos teclados tradicionales dan un acomodo desigual a las notas basado específicamente en la escala diatónica mayor de do (teclas blancas); lo que conlleva aprender y utilizar digitaciones diferentes según la tonalidad de la obra. Existen teclados alternativos como el Jankó que pretenden crear digitaciones más regulares. Las ideas acerca de digitación han cambiado durante la historia de la música. En la producción musical de los compositores barrocos franceses para clavecín, los pasajes de escalas solían digitarse como 2 3 2 3, etc. de manera que las notas se agrupaban de dos en dos mediante ligaduras de expresión. Más tarde, esta idea pasó de moda. En el siglo XIX Carl Czerny escribió gran cantidad de estudios para piano, que ayudaron a ejercitar todos los dedos por igual. Esta es la manera de aprender a tocar el piano en la actualidad.
La resolución de escalas sobre un teclado utiliza dos métodos básicos de digitación:
- «Pulgar abajo»: es el método más conocido, en el que el dedo pulgar se pasa por debajo de la palma para permitir que el dedo medio o el anular permitan continuar la secuencia. Esta técnica es uno de los componentes básicos del método publicado por Charles-Louis Hanon en el Siglo XIX, todavía en uso en muchos conservatorios de piano, y suele ser la única utilizada por una gran mayoría de pianistas noveles o en desarrollo.
- «Pulgar arriba» o paralelo: es el otro sistema, que consiste en ignorar la peculiar disposición del pulgar en la mano, utilizándolo de igual forma que los otros cuatro dedos, lo que permite la mejor interpretación de pasajes rápidos y de técnica difícil.[9]

### Órgano
La digitación para el órgano es similar a la digitación de la piano. Sin embargo, los organistas utilizan una gran cantidad de "dedos de sustitución", que significa: cambiar de un dedo a otro, mientras que una nota se mantiene presionada. Esto resulta útil en música como las melodías de los himnos que tienen muchos acordes. Facilita la interpretación del legato. Un pianista puede utilizar el pedal derecho para hacer acordes legato. Un organista tocando en los pedales también tiene que decidir qué pie va a utilizar para cada nota. Esto se denomina "footing". Un signo de «v» significa que ha de tocar con la punta del pie, mientras que un signo de «u» cuadrado significa que debe tocar con el talón. Cuando estos signos se colocan sobre la nota significa que toca el pie derecho y por debajo significa que el pie izquierdo es el que toca.

## Digitación en instrumentos de cuerda
La digitación de los instrumentos de cuerda muestra la posición en la que tocar, es decir, hasta qué punto hacia abajo por el mástil hay que desplazar y mantener la mano. 
Los instrumentos de arco como el violín no tienen trastes ni marcas sobre el diapasón, por lo que el intérprete debe habituarse a encontrar el lugar exacto para colocar los dedos, de lo contrario lo que toque no estará afinado. Por su parte los instrumentos de cuerda pulsada, como guitarras y banjos cuentan con trastes, pequeños bultos en el mástil, que muestran dónde han de colocarse los dedos.

### Cuerda frotada
En los instrumentos de cuerda frotada los dedos se numeran del 1 al 4, comenzando con el dedo índice porque el pulgar está detrás del mástil del instrumento. En este tipo de instrumentos solamente se digita la mano izquierda, cuyos dedos presionan las cuerdas para determinar las alturas de las notas, puesto que la mano derecha se dedica a pulsar las cuerdas o bien a efectuar movimientos de arco. 
Para el violín, la viola y el violonchelo la digitación se organiza de la siguiente forma:
- 0 corresponde a la cuerda al aire, es decir, sin dedos presionando las cuerdas.
- 1 corresponde al dedo índice.
- 2 corresponde al dedo medio.
- 3 corresponde al dedo anular.
- 4 corresponde al dedo meñique.
- solamente en el violonchelo y en el contrabajo, indica el uso del pulgar como cejilla.

El pulgar no se cuenta en el caso del violín y la viola, ya que no se emplea para tocar las cuerdas. En aquellos casos de instrumentos de cuerda en los que el dedo pulgar se utiliza (por ejemplo, la posición del pulgar en las notas altas de un violonchelo) está representada por un símbolo con forma de 0 con una plica vertical por debajo ().
En ocasiones, puede requerirse que la digitación impresa o escrita en la música también muestre qué cuerda hay que tocar. La cuerda se puede indicar mediante números romanos, a menudo I - IV. La posición puede indicarse a través de números ordinales por ejemplo, 3º. Una modificación en las posiciones se denomina cambio o shift. Una melodía que podría interpretarse en primera posición en la cuerda de re en el violín también puede ser tocado en la cuerda de sol en quinta posición (con la mano mucho más arriba en el mástil). Esto es más difícil de hacer, pero un buen músico puede lograr que suene especialmente cálido y hermoso. A veces las notas pueden ser digitadas como armónicos, en lugar de como notas comunes; esto hace que suenen muy ligeras y etéreas.
Los violonchelistas también pueden tocar en la llamada "posición del pulgar", si tienen varias notas que son agudas y bastante cercanas unas de otras. Esto implica que hay que situar el pulgar en lo alto del mástil, a menudo a través de dos cuerdas.
El contrabajo es tan grande que las distancias entre las notas son muy grandes también. Para subir de una nota a la siguiente, en semitonos, se utilizan el dedo 1, después 2 y luego 4. El dedo 3 se usa simplemente para ayudar al dedo 4 al presionar hacia abajo sobre la cuerda. Algunos músicos aplican un sistema de digitación diferente: con los dedos 1, 2, 3, 4. Esto significa que la mano tiene que estirarse mucho. Es difícil tocar afinado con este método, a pesar de que ahorra tener que cambiar tanto la posición de la mano.

### Guitarra

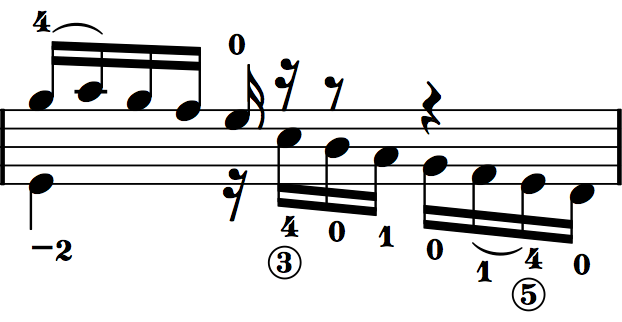
Digitación para guitarra: los números del
1 al 4 indican los dedos a pulsar,
0 es una nota al aire,
los números en un círculo, las cuerdas y
los números con guion, deslizamiento.

La música de guitarra indica la posición con números romanos y denominaciones de cuerdas con los números rodeados con un círculo. Para la digitación de la mano izquierda en guitarra se utilizan números de la siguiente forma:
- 0 corresponde a la cuerda al aire.
- 1 corresponde al dedo índice.
- 2 corresponde al dedo medio.
- 3 corresponde al dedo anular
- 4 corresponde al dedo meñique.

El pulgar no aparece ya que en la técnica guitarrística clásica nunca se utiliza. Cuando aparece el mismo número sobre diferentes cuerdas pero en el mismo traste significa que se debe ejecutar una cejilla o media cejilla, dependiendo de si se presionan todas las cuerdas o no. La indicación de cejilla suele indicarse con la letra c seguida del número (normalmente en números romanos) de traste donde se ejecuta. Si la cejilla es media la letra suele ir cruzada con una barra ¢. En ocasiones podemos encontrar la letra B (del francés barré). 
Para la mano derecha, es decir, la mano de la pulsación, la guitarra clásica también cuenta con un sistema de notación de digitación conocido como pima, o menos frecuentemente pimac. En él se utilizan una serie de letras con las siguientes correspondencias:
- p corresponde al dedo pulgar.
- i corresponde al dedo índice.
- m corresponde al dedo medio.
- a corresponde al dedo anular.
- c corresponde al dedo chico o meñique, aunque muy rara vez se utiliza.

Por lo general, sólo se anota en las partituras cuando hay un pasaje particularmente difícil o requiere de digitación específica para la mano del punteo. De lo contrario digitación de la mano del punteo generalmente se deja a discreción del guitarrista.

### Arpa
La música de arpa se parece a la música de piano. En sus partituras hay dos pentagramas, uno de ellos por lo general cuenta con una clave de sol para la mano derecha y el otro con una clave de fa para la mano izquierda. Algunas piezas escritas para piano se puede tocar en el arpa, pero no se puede aplicar la digitación del piano. En el piano, se comienza a contar por el dedo pulgar hasta llegar al dedo meñique, lo cual significa ir hacia notas más agudas en la mano derecha y con notas más graves en la mano izquierda. Mientras que en el arpa es justamente a la inversa. El arpista se sienta con las notas agudas más cercanas a su cuerpo. La digitación del arpa conforme a las siguientes correspondencias: 
- 1 corresponde al dedo pulgar.
- 2 corresponde al dedo índice.
- 3 corresponde al dedo medio.
- 4 corresponde al dedo anular.

El dedo meñique no se utiliza en la interpretación del arpa.

## Digitación en instrumentos de viento

### Viento madera
En los instrumentos de viento madera normalmente existe una digitación básica, cada nota se corresponde con una particular combinación de los dedos. Los libros de iniciación suelen contener una tabla de digitación para mostrar el modo de obtener las diferentes notas. Un fa sostenido bajo en un contrapunto en flauta dulce se tocará 1 2 3 0 2 3. Esto significa: los dedos 1, 2 y 3 de la mano izquierda; los dedos 2 y 3 de la mano derecha; y el primer orificio de la posición de la mano derecha se deja abierto. Sin embargo, en los niveles más avanzados se pueden utilizar diversas digitaciones para crear efectos diferentes. 
En ocasiones pueden existir diversas digitaciones alternativas para cualquier altura dada. Esto puede emplearse para facilitar la interpretación de rápidos trinos. No obstante, la digitación habitual sonará mejor para las notas normales. La digitación del viento madera no es siempre sencilla o intuitiva, dependiendo de cómo la impedancia acústica del taladro se vea afectada por la distribución y el tamaño de los orificios a lo largo de su longitud, dando lugar a la formación de ondas estacionarias en el tono deseado. En la flauta dulce algunas notas, sobre todo sostenidos y bemoles, requieren de digitaciones complicadas. Esto se denomina digitación cruzada o "cross fingering". 
Las flautas simples, incluyendo flautas dulces, así como los punteiros de la gaita tienen orificios abiertos que son tapados por las yemas de los dedos del intérprete. Algunos de estos instrumentos, como la flauta travesera, el oboe, el clarinete y el fagot, utilizan llaves metálicas simples para extender el alcance del ejecutante durante una o dos notas y así ayudar a alcanzar los orificios bajos y para hacer más fácil la interpretación de bemoles y sostenidos. Los sistemas de llaves en instrumentos tales como las actuales flautas traveseras, clarinetes u oboes son elaborados y variables. Las flautas modernas suelen utilizar el sistema de llaves ideado por Theobald Boehm en el siglo XIX, mientras que los clarinetes suelen utilizar un sistema similar inventado por Hyacinthe Klosé. Otro mecanismo de llaves para clarinete es el sistema Öhler, que se utiliza sobre todo en Alemania y Austria.

### Viento metal
La digitación se aplica a las válvulas rotativas y de pistones empleadas en muchos instrumentos de viento metal. 
El trombón es un instrumento de viento metal totalmente cromático, sin válvulas, que emplea notación numerada equivalente para las posiciones deslizantes en lugar de la digitación.